# Emplocia aurantiaria
Emplocia aurantiaria là một loài bướm đêm trong họ Geometridae.